# インティ (競走馬)
インティ（欧字名:Inti、2014年4月8日 - ）は、日本の競走馬。主な勝ち鞍は2019年のフェブラリーステークス、東海ステークス。
馬名の意味は、インカ神話の太陽の神。

## 戦績
生産者は北海道浦河町野深（旧荻伏村）の山下恭茂  。牧場は1940年（昭和15年）創業で、放牧地8ヘクタール、繁殖牝馬5頭の家族経営である。恭茂はその2代目としてサラブレッド生産を40年ほど前から手がけており、地方競馬では1999年（平成11年）九州ダービー栄城賞（佐賀競馬）、2015年（平成27年）岩手ダービーダイヤモンドカップ（岩手競馬）の「ダービー」優勝馬を2頭出しているが、中央競馬の重賞優勝馬が出たのは牧場として40数年ぶりとなった。
母馬のキティも山下恭茂の生産馬で、元メジロ牧場場長の武田茂男の所有馬としてJRAで走った  。キティは骨折をして初出走は遅くなったが、デビュー戦を勝ったあとは4戦して2勝2着2回と一気に準オープン級まで進み、能力の高さを見せた。
キティは準オープン戦の北山ステークス（ダート1800メートル）で2着、1000万下特別のオーロラ特別（ダート1700メートル）と初茜賞（ダート1800メートル）を勝つなど4勝をあげ、2012年に現役を退いた  。キティのダート戦の適性を活かすため、初年度の配合相手にはケイムホームが選ばれた。
こうしてキティの初仔として2014年4月8日に生まれたインティは、小柄だったという。母と同じく武田茂男の所有馬となり、中期育成を終えると、武田茂男が1997年に浦河町に開設した育成牧場である武田ステーブルに移った。馬主であり育成も手がけた武田茂男は「初仔ということを考えれば、悪い馬ではなかった」というが、化骨（骨組織の成長）の進行が遅く、G1を勝つほどの期待はしていなかったという。小さい馬ではあったが、食欲が盛んで元気はあったといい、やがて馬体は大きく成長した。しかし化骨の遅れから馬体を持て余しているようで、「走ることは好き」ではあったが「しっかりとしたフォームで走れるようになる」には長時間を要したという。
インティは母キティと同じく栗東トレーニングセンターの野中賢二調教師に預けられることになった。育成牧場からJRAへ入厩することになった頃、インティの半弟が病死する不幸があったという。武田と野中は、体質が弱く成長の遅いインティを時間をかけて育てる方針をとった。血統背景からもダートに向く馬だと考えられており、ダート馬にとっては3歳の夏まで適性を活かせる競走がほとんど無いことも、デビューまでゆっくり待つという選択を後押しした。

### 3歳 (2017年)
体質の弱さからデビューは3歳4月まで遅れ、初戦は9着と大敗する。しかし、2戦目で一変し、2着に7馬身差をつける圧勝で初勝利を挙げた。続く500万下も快勝するが、球節の腫れにより11ヶ月の長期休養に入る。

### 4歳 (2018年)
復帰初戦の500万下では前走で騎乗した松若風馬に先約があったため武豊に乗り替わり、最後まで手前を変えずに勝利。続く1000万下も10馬身差で勝利。さらに単勝1.1倍の圧倒的1番人気となった観月橋ステークス（1600万下）ではコーナーで不正駈歩になりながらも5馬身差で楽勝。好時計での圧勝劇が続いたことから、ダート界の「超新星」と目されるようになった。

### 5歳 (2019年)
初の重賞挑戦となった東海ステークスでは陣営が左回りへの不安を明かしていたが、それでも単勝1.5倍の圧倒的1番人気に支持された。レースでは4番ゲートから楽に先手を奪うと、最後まで余裕のある手応えで2着チュウワウィザードに2馬身差をつけて完勝し、初の重賞タイトルを手にするとともに、鞍上の武豊は33年連続のJRA重賞勝利を達成した。
フェブラリーステークスでも2016年～2018年の同競走優勝馬3頭を含むGI馬4頭を抑えて1番人気で出走。芝スタートも苦にせず軽快に逃げ、直線に入っても脚色は衰えず、ゴール前で猛追してきた2017年の優勝馬ゴールドドリーム（2番人気）をクビ差退けて優勝。初勝利からの7連勝でGI初制覇を飾った。前年に2014年以来の中央GI未勝利に終わった武豊は2017年の有馬記念をキタサンブラックで制して以来1年2ヶ月ぶりのGI制覇となり、管理調教師の野中師にとっては2008年の開業以来初のGI制覇となった。（詳細は第36回フェブラリーステークスを参照）
次走は初の地方レースとなるかしわ記念に参戦し、前走から引き続いての対決となったゴールドドリームと共に単勝オッズ1倍台の支持を受け、最終的に1番人気で出走。しかしレースではスタートで出遅れて3番手からの競馬となり、さらに向こう正面で後方から上がって来たオールブラッシュに競りかけられる展開も響き、3コーナーで先頭に立ったものの最後はゴールドドリームに差し切られて2着。連勝は7でストップした。
次走の帝王賞では、有力馬と見られていたゴールドドリームとルヴァンスレーヴがそれぞれ球節炎と脚部不安で出走を回避したため、単勝オッズ2.0倍の1番人気で出走。レースでは2番手に位置を取ったが掛かる様子を見せて折り合いを欠き、直線で一旦は先頭に立つも失速して6着に敗退。鞍上の武豊は「自分のリズムで行けると強いのですが、気性的な弱点が出てしまった形です」とコメントした。
その後は放牧を挟み、秋初戦としてみやこステークスに出走。武が同日にアメリカのブリーダーズカップで騎乗するため、川田将雅に乗り替わっての出走となったが、16頭中16番枠の大外枠、メンバー中最も重い負担重量59kgも響き、さらにレースではまたも掛かる様子を見せ、最終コーナーで馬体をぶつけられて鞍上が手綱を引くとそのまま後退し、最後は追われることなく完走馬中最下位の15着に大敗した。
次走のチャンピオンズカップでは再び武を鞍上に迎え、ゴールドドリームとクリソベリルに次ぐ3番人気で出走。レースでは好スタートから先手を奪い折り合いをつけながら競馬を進め、最後の直線でも後続を突き放す構えを見せたが、ゴール前でクリソベリルとゴールドドリームに差し切られて3着。優勝したクリソベリルの勝ちタイムは従来の記録を1秒6更新するレースレコードとなり、鞍上の武は「後ろの馬が強かった。レベルの高い一戦だった」とコメント、野中調教師も「普通だったら勝てるくらいですが、かなりレベルが高いです」と述べた。

### 6歳 (2020年)
前年同様、東海ステークスからフェブラリーステークスを目指した。東海ステークスでは戦前から単騎逃げを宣言したが、他馬より重い斤量も影響し番手からの競馬となって3着。フェブラリーステークスでも道中ワイドファラオ、アルクトス、ブルドッグボスに先行され、終いも伸び脚は冴えず14着に大敗。武は「全然この馬らしさがありませんでした。馬場に出て、返し馬はうなるほどの感じだったのですが...」「初めて全然走らない感じになりました。走りのバランスが良くありませんでした。何ともなければいいのですが」と述べ、このまま春は全休した（詳細は第37回フェブラリーステークスを参照）。
秋はマイルチャンピオンシップ南部杯から始動。主戦の武豊が、新型コロナウイルス感染症の影響により、フランスから帰国後の隔離を受けた影響で騎乗できず、戸崎圭太を鞍上に迎えた。レースではハナを切るも、直線で早々と手応えが無くなり、ダート1600mの日本レコードで優勝したアルクトスの9着に敗れた。
続いて前年3着のチャンピオンズカップに参戦。連覇を狙うクリソベリルが人気を集める中、10番人気と低評価であったが、レースでは2番手追走から直線でも粘り込んで2年連続の3着と好走した。この走りについて騎乗した武豊は「3 - 4コーナーで掛かってしまいました。そこをゆったり行けていれば、と思いますが、復活の兆しは見せてくれたと思います」とコメントした。

### 7歳 (2021年)
7歳になったインティは1月24日の東海ステークスに出走、1番人気に支持された。スタートしてまもなく先頭に立つが、他馬との競り合いになってしまい、前半1000メートルの通過タイムが59秒3というハイペースになった。そのうえ勝負どころの3コーナーでも後続馬からプレッシャーを受け、最後の直線では余力なく12着に大敗した。
続いて2年振りの制覇を狙い、3年連続の参戦となるフェブラリーステークスに出走。7番人気となった同馬はレースでこれまでの先行策から一転、鞍上の武豊が後方3, 4番手に控える競馬を選択し、直線ではメンバー中上がり2位の末脚で追い込むも前を交わしきるには至らず、6着止まりだった。続くかしわ記念は後方から上がり最速の脚で追い込んだが3着が精一杯だった。前年と同じく秋はマイルチャンピオンシップ南部杯から始動、武豊が海外遠征からの隔離期間のため岩田望来に乗り替わる。中団から唯一上がり35秒台の脚で前に迫ったが4着に終わった。武豊に鞍上が戻ったチャンピオンズカップは道中2番手から直線でいったんは先頭に立つも4着に敗れた。

### 8歳（2022年）
8歳初戦、3年連続出走となったフェブラリーステークスは後方からレースを進めたが11着に終わった。
5月5日、3回目となるかしわ記念に出走。3番人気に推されたが、最後の直線で手応えは劣勢。前との差は詰まらずに7着に敗れた。鞍上の武豊は「折り合ったけど、3コーナーから反応がなかった。最後の手前も替えなかったし、いい時の走りがなかなか戻らない」とコメントした。
9月7日付けでJRA競走馬登録を抹消され、現役を引退した。引退後は北海道新冠町の優駿スタリオンステーションで種牡馬となる。

## 競走成績
以下の内容は、netkeiba.comの情報に基づく。
| 競走日     | 競馬場 | 競走名          | 格       | 距離（馬場）  | 頭 数 | 枠 番 | 馬 番 | オッズ （人気） | 着順 | タイム （上り3F） | 着差 | 騎手      | 斤量 [kg] | 1着馬（2着馬）         | 馬体重 [kg] |
| ---------- | ------ | --------------- | -------- | ------------- | ----- | ----- | ----- | --------------- | ---- | ----------------- | ---- | --------- | --------- | ---------------------- | ----------- |
| 2017.04.08 | 阪神   | 3歳未勝利       |          | ダ1800m（不） | 16    | 1     | 2     | 022.80（6人）   | 09着 | R1:54.0（39.4）   | -2.2 | 0藤岡康太 | 56        | マジカルスペル         | 498         |
| 0000.06.11 | 阪神   | 3歳未勝利       |          | ダ1800m（良） | 16    | 3     | 16    | 012.00（5人）   | 01着 | R1:53.6（36.8）   | -1.2 | 0藤岡康太 | 56        | （ビービーアヴィド）   | 496         |
| 0000.08.26 | 小倉   | 3歳上500万下    |          | ダ1700m（重） | 14    | 3     | 4     | 002.40（1人）   | 01着 | R1:43.8（37.5）   | -0.7 | 0松若風馬 | 54        | （タマモアタック）     | 502         |
| 2018.07.15 | 中京   | 3歳上500万下    |          | ダ1800m（良） | 15    | 5     | 10    | 003.30（1人）   | 01着 | R1:51.3（37.3）   | -0.7 | 0武豊     | 57        | （スズカフリオーソ）   | 516         |
| 0000.10.14 | 京都   | 3歳上1000万下   |          | ダ1800m（良） | 13    | 4     | 4     | 001.50（1人）   | 01着 | R1:50.1（36.8）   | -1.6 | 0武豊     | 57        | （テイエムチューハイ） | 520         |
| 0000.11.10 | 京都   | 観月橋S         | 1600万下 | ダ1800m（稍） | 9     | 6     | 6     | 001.10（1人）   | 01着 | R1:49.4（35.9）   | -0.8 | 0武豊     | 57        | （テルペリオン）       | 516         |
| 2019.01.20 | 中京   | 東海S           | GII      | ダ1800m（良） | 13    | 4     | 4     | 001.50（1人）   | 01着 | R1:49.8（35.9）   | -0.3 | 0武豊     | 56        | （チュウワウィザード） | 514         |
| 0000.02.17 | 東京   | フェブラリーS   | GI       | ダ1600m（良） | 14    | 4     | 6     | 002.60（1人）   | 01着 | R1:35.6（35.4）   | -0.0 | 0武豊     | 57        | （ゴールドドリーム）   | 514         |
| 0000.05.06 | 船橋   | かしわ記念      | JpnI     | ダ1600m（稍） | 11    | 6     | 6     | 001.60（1人）   | 02着 | R1:40.4（38.2）   | -0.2 | 0武豊     | 57        | ゴールドドリーム       | 518         |
| 0000.06.26 | 大井   | 帝王賞          | JpnI     | ダ2000m（重） | 14    | 7     | 11    | 002.00（1人）   | 06着 | R2:05.5（38.9）   | -1.1 | 0武豊     | 57        | オメガパフューム       | 516         |
| 0000.11.03 | 京都   | みやこS         | GIII     | ダ1800m（良） | 16    | 8     | 16    | 002.60（1人）   | 15着 | R1:52.8（40.9）   | -3.7 | 0川田将雅 | 59        | ヴェンジェンス         | 520         |
| 0000.12.01 | 中京   | チャンピオンズC | GI       | ダ1800m（良） | 16    | 2     | 4     | 004.70（3人）   | 03着 | R1:48.7（35.9）   | -0.2 | 0武豊     | 57        | クリソベリル           | 516         |
| 2020.01.26 | 京都   | 東海S           | GII      | ダ1800m（重） | 16    | 7     | 13    | 002.30（1人）   | 03着 | R1:50.4（36.1）   | -0.2 | 0武豊     | 58        | エアアルマス           | 518         |
| 0000.02.23 | 東京   | フェブラリーS   | GI       | ダ1600m（良） | 16    | 3     | 5     | 003.00（2人）   | 14着 | R1:38.3（39.0）   | -3.1 | 0武豊     | 57        | モズアスコット         | 514         |
| 0000.10.12 | 盛岡   | MCS南部杯       | JpnI     | ダ1600m（稍） | 16    | 2     | 3     | 006.50（5人）   | 09着 | R1:34.8（37.5）   | -2.1 | 0戸崎圭太 | 57        | アルクトス             | 511         |
| 0000.12.06 | 中京   | チャンピオンズC | GI       | ダ1800m（良） | 16    | 7     | 13    | 057.5（10人）   | 03着 | R1:49.7（37.4）   | -0.4 | 0武豊     | 57        | チュウワウィザード     | 518         |
| 2021.01.24 | 中京   | 東海S           | GII      | ダ1800m（不） | 15    | 4     | 6     | 002.00（1人）   | 12着 | R1:52.2（40.8）   | -3.0 | 0武豊     | 57        | オーヴェルニュ         | 524         |
| 0000.02.21 | 東京   | フェブラリーS   | GI       | ダ1600m（良） | 16    | 1     | 2     | 017.50（7人）   | 06着 | R1:35.1（35.5）   | -0.7 | 0武豊     | 57        | カフェファラオ         | 518         |
| 0000.05.05 | 船橋   | かしわ記念      | JpnI     | ダ1600m（稍） | 12    | 7     | 10    | 008.70（4人）   | 03着 | R1:39.6（38.2）   | -0.3 | 0武豊     | 57        | カジノフォンテン       | 521         |
| 0000.10.11 | 盛岡   | MCS南部杯       | JpnI     | ダ1600m（不） | 16    | 1     | 1     | 006.10（5人）   | 04着 | R1:35.8（35.8）   | -0.5 | 0岩田望来 | 57        | アルクトス             | 526         |
| 0000.12.05 | 中京   | チャンピオンズC | GI       | ダ1800m（良） | 16    | 2     | 4     | 018.70（9人）   | 04着 | R1:50.8（37.0）   | -1.1 | 0武豊     | 57        | テーオーケインズ       | 516         |
| 2022.02.20 | 東京   | フェブラリーS   | GI       | ダ1600m（重） | 16    | 2     | 3     | 017.50（7人）   | 11着 | R1:35.2（35.1）   | -1.4 | 0武豊     | 57        | カフェファラオ         | 518         |
| 0000.05.05 | 船橋   | かしわ記念      | JpnI     | ダ1600m（稍） | 14    | 8     | 14    | 006.00（3人）   | 07着 | R1:41.4（39.9）   | -2.5 | 0武豊     | 57        | ショウナンナデシコ     | 524         |

## 血統表
| インティの血統                         | インティの血統                                 | インティの血統           | （血統表の出典）         | （血統表の出典） |
| 父系                                   | ミスタープロスペクター系                       | ミスタープロスペクター系 | ミスタープロスペクター系 | [ § 2 ]          |
| 父 *ケイムホーム Came Home 1999 黒鹿毛 | 父の父Gone West 1984 鹿毛                      | Mr.Prospector            | Raise a Native           | Raise a Native   |
| 父 *ケイムホーム Came Home 1999 黒鹿毛 | 父の父Gone West 1984 鹿毛                      | Mr.Prospector            | Gold Digger              |                  |
| 父 *ケイムホーム Came Home 1999 黒鹿毛 | 父の父Gone West 1984 鹿毛                      | Secrettame               | Secretariat              | Secretariat      |
| 父 *ケイムホーム Came Home 1999 黒鹿毛 | 父の父Gone West 1984 鹿毛                      | Secrettame               | Tamerett                 |                  |
| 父 *ケイムホーム Came Home 1999 黒鹿毛 | 父の母Nice Assay 1988 黒鹿毛                   | Clever Trick             | Icecapade                | Icecapade        |
| 父 *ケイムホーム Came Home 1999 黒鹿毛 | 父の母Nice Assay 1988 黒鹿毛                   | Clever Trick             | Kankakee Miss            |                  |
| 父 *ケイムホーム Came Home 1999 黒鹿毛 | 父の母Nice Assay 1988 黒鹿毛                   | *インフルヴュー          | Full Out                 | Full Out         |
| 父 *ケイムホーム Came Home 1999 黒鹿毛 | 父の母Nice Assay 1988 黒鹿毛                   | *インフルヴュー          | Turn n' See              |                  |
| 母 キティ 2006 鹿毛                    | 母の父Northern Afleet 1993 鹿毛                | *アフリート              | Mr. Prospector           | Mr. Prospector   |
| 母 キティ 2006 鹿毛                    | 母の父Northern Afleet 1993 鹿毛                | *アフリート              | Polite Lady              |                  |
| 母 キティ 2006 鹿毛                    | 母の父Northern Afleet 1993 鹿毛                | Nuryette                 | Nureyev                  | Nureyev          |
| 母 キティ 2006 鹿毛                    | 母の父Northern Afleet 1993 鹿毛                | Nuryette                 | Stellarette              |                  |
| 母 キティ 2006 鹿毛                    | 母の母*フォレストキティ Forest Kitty 2001 鹿毛 | Forestry                 | Storm Cat                | Storm Cat        |
| 母 キティ 2006 鹿毛                    | 母の母*フォレストキティ Forest Kitty 2001 鹿毛 | Forestry                 | Shared Interest          |                  |
| 母 キティ 2006 鹿毛                    | 母の母*フォレストキティ Forest Kitty 2001 鹿毛 | Haleakala                | Kris                     | Kris             |
| 母 キティ 2006 鹿毛                    | 母の母*フォレストキティ Forest Kitty 2001 鹿毛 | Haleakala                | Haiati                   |                  |
| 母系(F-No.)                            | Fast Line系(FN:4-m)                            | Fast Line系(FN:4-m)      | Fast Line系(FN:4-m)      | [ § 3 ]          |
| 5代内の近親交配                        | Mr.Prospector3×4＝18.75%                       | Mr.Prospector3×4＝18.75% | Mr.Prospector3×4＝18.75% | [ § 4 ]          |
| 出典                                   | 1. 2. 3. 4.                                    | 1. 2. 3. 4.              | 1. 2. 3. 4.              | 1. 2. 3. 4.      |

- 母キティも現役時代は野中賢二厩舎に所属し、ダート戦で4勝を挙げている。インティは初仔[45]。
- 5代母Northern Fableの子孫にBernardini、Love and Pride[46]（2012年ゼニヤッタステークス・パーソナルエンスンH）などがいる。
- 8代母Fast Lineから広がる牝系にはIntergaze[47]（2000年オーストラリアンカップなどGI8勝）やBuffering[48]（2016年アルクォズスプリントなどGI7勝）といったオーストラリアの名馬のほか、Northern Trick[49]（1984年仏二冠牝馬、同年の凱旋門賞でサガスの2着）、Shiva、Main Sequence[50]（2014年BCターフなどGI4勝）、Ulysses、Cloth of Stars[51]（2017年ガネー賞他）など欧米での活躍馬が名を連ねている。